# NAZ (estúdio)
NAZ Co., Ltd. (株式会社NAZ, Kabushiki-gaisha Nazu)
é um estúdio de  animação japonesa localizado em Musashino, e animou alguns animes como Hamatora, Nitro + chiral e Dramatical Murder.

## Animações
- Hamatora (2014)
- Dramatical Murder (2014)
- Re:_Hamatora (2014) co-produção com Lerche
- It Girl (2014)[2]
- IDOLiSH7: MONSTER GENERATiON (2015)
- Match Shoujo(2015)
- TRIGGER: Leopard Eyes(2015)
- Blood Lad:Kanketsu-hen (2016)
- Hajimete no Gal (2017)
- Angolmois: Record of Mongol Invasion (2018)
- Ore ga Suki nano wa Imōto dakedo Imōto ja nai (2018) co-produção com Magia Doraglier
- Id:Invaded (2020)
- Infinite Dendrogram (2020)
- Mr. Fixer (2020)

## ONA/OVAs
- Id:Indeed
- Thermae Romae Novae
- Dramatical Murder: Data_xx_Transitory
- Hajimete no Gal
- Ore ga Suki nano wa Imōto dakedo Imōto ja nai